# 퀴네 물류 대학

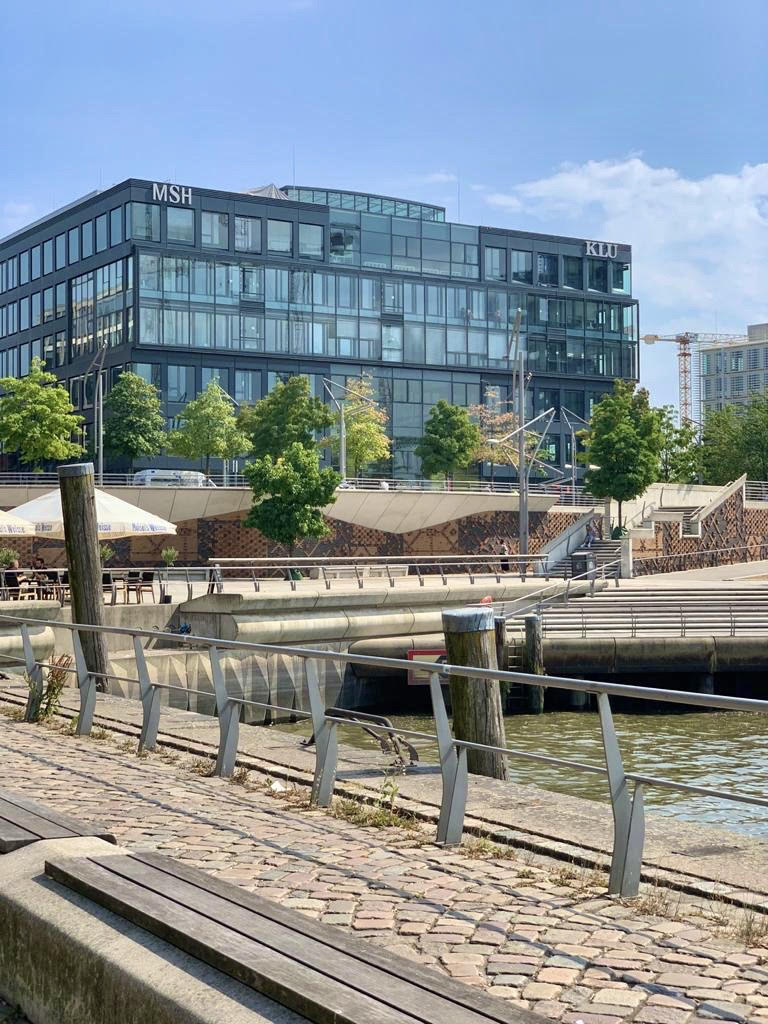
KLU - 퀴네 물류 대학

퀴네 물류 대학(Kühne Logistics University, KLU)은 독일 함부르크에 위치한 사립 경영대학이자 대학교이다. 독일의 기업가이자 억만장자인 클라우스-마이클 쿤(Kühne and Nagel, Hapag-Lloyd, Lufthansa 주주) 이 2010년에 설립한 KLU는 일반 경영, 운영 및 공급망 관리와 관련한 교육을 진행한다. 현재 안드레아스 카플란이 학장으로 재직 중이다.
KLU는 학사 및 석사 학위, MBA 및 체계적인 박사 프로그램까지, 대학 교육과 경영자 교육의 전반적인 포트폴리오를 아우르다. KLU는 주로 등록금과 퀴네 재단의 지원을 통해 자금을 조달한다.